# Progreso moral
El progreso moral es entendido como el progreso en conceptos como las creencias y prácticas morales experimentadas a nivel social.: 46  Michele Moody-Adams señaló que «el progreso moral en las creencias implica profundizar nuestra comprensión de los conceptos morales existentes, mientras que el progreso moral en las prácticas consiste en materializar estas comprensiones más profundas en el comportamiento o en las instituciones sociales».: 168–185 

## Definiciones
Allen Buchanan define el progreso moral como la suma de cambios moralmente progresivos en las prácticas sociales y las instituciones ... "un avance hacia alguna condición o estado de cosas moralmente deseable". Michele Moody-Adams define el progreso moral local como el resultado de llegar a apreciar más plenamente la riqueza y el alcance de las aplicaciones de un concepto moral particular, o desarrollar uno nuevo, así como la difusión de prácticas que encarnan una comprensión más profunda de la justicia y de nociones morales relacionadas; en otras palabras, un enriquecimiento de nuestra comprensión de los conceptos morales. En otra perspectiva, el progreso moral consiste en "un mayor éxito en describir la realidad moral".
El progreso moral a nivel social no debe confundirse con el desarrollo moral en los individuos, que ocasionalmente también se denomina progreso moral. Buchanan diferencia entre las mejoras desde un punto de vista moral, que son causadas por factores externos, algunos posiblemente independientes de la motivación y la acción humana, y el progreso moral genuino. Sin embargo, señala que, en general, las primeras conducen eventualmente a las segundas.
Jeremy Evans, sin embargo, argumentó que debería ser posible crear una definición de progreso moral que "dependa de una correlación entre el aumento del bienestar de la población ... y el avance ético".

## Aspectos
Los cambios en las prácticas sociales y las instituciones pueden preceder y, en última instancia, fomentar cambios en las creencias morales individuales en la sociedad. El progreso en las prácticas morales puede lograrse a través de incentivos gubernamentales, incluso sin una comprensión más profunda de la moralidad por parte de la población. Esto puede llevar a un progreso más rápido en las prácticas que en las creencias; en otras palabras, con presiones externas, los individuos y las organizaciones pueden comportarse mejor no por sus creencias inherentes, sino debido a consideraciones de conveniencia social e interés propio ilustrado.
El progreso moral en los últimos siglos ha sido, a menudo, el resultado de las acciones de movimientos sociales moralmente progresivos que intentan popularizar nuevas morales.
La medición del progreso moral universal es difícil, ya que no existe un consenso universal respecto al destino final ni estándares objetivos de ética. La mayoría de los conceptos morales complejos tiene más de una definición establecida. Esto hace que medir el progreso moral sea aún más difícil que medir el progreso humano en general. La medición del progreso moral local, más específico, es más fácil, ya que es más sencillo llegar a un consenso sobre cuestiones éticas locales y más concretas. Como señalaron Musschenga y Meyned, "La mayoría de los holandeses contemporáneos estará de acuerdo en que los Países Bajos han experimentado un progreso moral desde el siglo XVI. Sin embargo, es dudoso que los holandeses del siglo XVI también hubieran estado de acuerdo". Jeremy Evans, sin embargo, argumentó que debería ser posible crear una definición de progreso moral que "dependa de una correlación entre el aumento del bienestar de la población ... y el progreso ético".

## Tipos de progreso moral
Buchanan ofrece una tipología del progreso moral:: 53 
- Mejor cumplimiento de normas morales válidas,
- Mejores conceptos morales,
- Mejor comprensión de las virtudes,
- Mejor motivación moral,
- Mejor razonamiento moral,
- Desmoralización adecuada,
- Moralización adecuada,
- Mejor comprensión del estatus moral y la posición moral,
- Mejoras en la comprensión de la naturaleza de la moralidad, y
- Mejor comprensión de la justicia.

## Expansión del círculo moral
Artículo principal: Expansión del círculo moral
La expansión del círculo moral es el proceso de aumentar el número y el tipo de entidades a las que se les otorga consideración moral a lo largo del tiempo. El científico social Jacy Reese Anthis, por ejemplo, ha defendido la expansión del círculo moral como una métrica importante del progreso moral y como un enfoque para mejorar el futuro a largo plazo de todos los seres sintientes. Su organización, el Sentience Institute, investiga la expansión del círculo moral mediante el estudio de ejemplos históricos y actuales de progreso moral, como el movimiento abolicionista británico.

## Ejemplos
Buchanan calificó al movimiento moderno de los derechos humanos como "la instancia más sólida de [progreso] moral".: 379 
Otros ejemplos de progreso moral pueden incluir:
- La abolición de la esclavitud[1]: 47 ,
- El reconocimiento de los derechos civiles y políticos de las mujeres[2]: 168–175 ,
- La expansión de los derechos de las personas LGBTQ+,
- La mejora en el trato hacia los animales,
- El establecimiento de leyes contra la discriminación racial y étnica,
- El avance en la protección del medio ambiente y el * reconocimiento de la justicia ambiental,
- La lucha contra la pobreza y la promoción de la equidad económica,
- El fortalecimiento de los derechos laborales y las condiciones de trabajo,
- El avance en la igualdad de género,
- La promoción de la paz y la resolución pacífica de conflictos.